# Dền lai
Dền lai hay ram ruốc, dền đuôi chồn (danh pháp: Amaranthus hybridus) là loài thực vật có hoa thuộc họ Dền. Loài này được L. mô tả khoa học đầu tiên năm 1753.